# Kematen an der Krems
Kematen an der Krems è un comune austriaco di 2 677 abitanti nel distretto di Linz-Land, in Alta Austria.

## Monumenti e luoghi d'interesse
- Castel Weyer
- Castello di Achleiten, nell'omonima frazione.